# Entodon stenocarpus
Entodon stenocarpus là một loài Rêu trong họ Entodontaceae. Loài này được (Schimp.) A. Jaeger mô tả khoa học đầu tiên năm 1878.